# ウィグワム (バンド)
ウィグワム（Wigwam）は、フィンランドのプログレッシブ・ロック・バンド。

## 概要
ブルースロック、R&Bに影響を受けたバンド、ブルース・セクションを前身としている。
ちなみにここからウィグワムとタサヴァラン・プレジデンティ (Tasavallan Presidentti)という2つのバンドが生まれており、ワイルド・フラワーズからソフト・マシーン、キャラヴァンが生まれたのに似ている。
前期はブリティッシュ・ロック、カンタベリー・ロック的だが、後期はポップス化が進んでいく。
1978年に一度活動停止。その後は数回に渡り、再結成している。

## 来歴

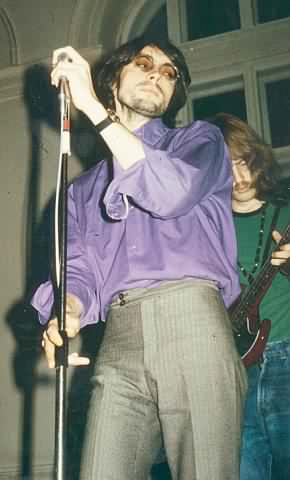
デビュー以降、唯一全期を通して活動したジム・ペンブローク（1969年）

- 1968年

ニッケ・ニカモ、マッツ・フルデン、ロニー・エステルベリにより結成。
- 1969年

ジム・ペンブローク加入。ユッカ・グスタフソン加入。
ペンブローク、グスタフソン、ニカモ、フルデン、エステルベリで、ファースト・アルバム『ハード・アンド・ホーニー』録音。
- 1970年

フルデン脱退。ペッカ・ポーヨラ加入。ニカモ脱退。この脱退により、専任ギタリスト不在となり、特にライブでは完全にギターレス、ツイン・キーボードと言う特異な楽器編成で演奏することになる。この体制は、1974年に専任ギタリストが加入するまで続いた。
ペンブローク、グスタフソン、ポーヨラ、エステルベリでセカンド・アルバム『トゥームストーン・ヴァレンタイン』録音。
- 1971年

ホーン・セクションをゲストに加え、サード・アルバム『フェアリーポート』録音。
- 1973年

ホーン・セクションをゲストに加え、アルバム『ビーイング』録音。
- 1974年

レック・レッカルト加入。グスタフソン、ポーヨラ脱退。モーセ・グランドストレーム加入。
- 1975年

ペンブローク、レッカルト、グランドストレーム、エステルベリでアルバム『ニュークリア・ナイトクラブ』録音。
ヘイッキ・ヒエタネン加入。
- 1976年

ペンブローク、レッカルト、グランドストレーム、エステルベリ、ヒエタネンでアルバム『ラッキー・ゴールデン』録音。
- 1977年

ヒエタネン脱退。
ペンブローク、レッカルト、グランドストレーム、エステルベリでアルバム『Dark Album』録音。
- 1978年

活動停止。
- 1980年

創設メンバーのロニー・エステルベリが死去。
- 1991年

ペンブローク、レッカルト、グランドストレーム、ヤン・ノポネン、ヒエタネンで再結成。
- 1992年

ヒエタネン脱退。ミッコ・リンタネン加入。
- 1993年・1999年

ペンブローク、レッカルト、グランドストレーム、ノポネン、リンタネンでアルバム『Light Ages』録音。単年の活動。
- 2000年

ペンブローク、レッカルト、グランドストレーム、ケットゥネン、コティレイネンで本格再始動。
- 2002年

アルバム『Titans Wheel』録音。グランドストレーム脱退。
- 2003年

ユッシ・キンヌネン加入。
- 2004年

キンヌネン脱退。創設メンバーのマッツ・フルデンが34年ぶりに復帰。ペンブローク、レッカルト、フルデン、ケットゥネン、コティレイネンでアルバム『Some Several Moons』録音。
- 2006年

活動停止。
- 2008年

全盛期時代の有名プレイヤー ペッカ・ポーヨラが死去。
- 2018年

ライブのために再集結し、ユッカ・グスタフソンが44年ぶりに参加。同年のみで活動停止。
- 2021年

象徴的メンバーであったジム・ペンブロークが死去。

## メンバーと担当楽器

### 最終ラインナップ
- ジム・ペンブローク (Jim Pembroke) - ボーカル、キーボード （1969年-2018年） ※2021年死去
- ユッカ・グスタフソン (Jukka Gustavson) - ボーカル、電子オルガン （1969年–1974年、2018年）
- ペッカ・"レック"・レッカルト (Pekka "Rekku" Rechardt) - ギター （1974年–2018年）
- ヤン・ノポネン (Jan Noponen) - ドラムス （1991年–1993年、2018年）
- エサ・コティレイネン (Esa Kotilainen) - キーボード （1974年–1975年、1977年、2001年–2018年）
- パヴェ・マイヤネン (Pave Maijanen) - ベース、ボーカル （2018年） ※2021年死去

### 旧メンバー
- ロナルド・"ロニー"・エステルベリ (Ronald "Ronnie" Österberg) - ドラムス （1968年–1978年） ※1980年死去
- マッツ・フルデン (Mats Huldén) - ベース （1968年–1970年、2004年–2006年）
- ヴラディミル・"ニッケ"・ニカモ (Vladimir "Nikke" Nikamo) - ギター （1968年–1970年）
- ペッカ・ポーヨラ (Pekka Pohjola) - ベース、ヴァイオリン （1970年–1974年） ※2008年死去
正式加入前にゲスト参加もしている。自作曲ではベースの他にもヴァイオリン、ピアノ、アコースティック・ギター、チェレスタ、ハープシコード、シンセサイザー等数多くの楽器を演奏している。
- モーンス・"モーセ"・グランドストレーム (Måns "Måsse" Groundstroem) - ベース （1974年–2003年）
- ユッシ・キンヌネン (Jussi Kinnunen) - ベース （2003年–2004年）
- ヘイッキ・"ヘッス"・"ペドロ"・ヒエタネン (Heikki "Hessu" "Pedro" Hietanen) - キーボード （1975年–1977年、1991年–1992年、1999年–2000年）
- ミッコ・リンタネン (Mikko Rintanen) - キーボード （1992年–1993年）
- ヤリ・"ケパ"・ケットゥネン (Jari "Kepa" Kettunen) - ドラムス （1993年–2006年）

### ゲストメンバー
- イルポ・アールティオ (Ilpo Aaltio) - サクソフォーン
- クリスティアン (Kristian) - ボーカル
- フィッツ・ジェンキンス (Fitz Jenkins) - コントラバス (1st)
- オットー・ドナー (Otto Donner) - ストリング・アレンジメント (1st)
- ペッカ・ポーヨラ (Pekka Pohjola) - ヴァイオリン (シングル)
後に正式メンバー（ベーシスト）として加入した。
- ヘイッキ・ローリラ (Heikki Laurila) - ギター、バンジョー (2nd)
- ユッカ・トロネン (Jukka Tolonen) - ギター (2nd,3rd)
- カレヴィ・ニクヴィスト (Kalevi Nyqvist) - アコーディオン (2nd)
- イルマリ・ヴァリラ (Ilmari Varila) - オーボエ (3rd,4th)
- タピオ・ローヘンサロ (Tapio Louhensalo) - ファゴット (3rd)
- ハンヌ・サクセリン (Hannu Saxelin) - クラリネット (3rd)
- リスト・ペンソラ (Risto Pensola) - クラリネット (3rd)
- ウント・ハーパ＝アホ (Unto Haapa-aho) - バスクラリネット (3rd,4th)
- エーロ・コイヴィストイネン (Eero Koivistoinen) - ソプラノ・サクソフォーン (3rd)
- ペッカ・ポウル (Pekka Pöyry) - ソプラノ・サクソフォーン、フルート (3rd,4th)
- ペンッティ・ラサネン (Pentti Lasanen) - クラリネット、フルート (4th)
- パーヴォ・ホンカネン (Paavo Honkanen) - クラリネット (4th)
- アーレ・リンドグレン (Aale Lindgren) - オーボエ (4th)
- ユハニ・タパニネン (Juhani Tapaninen) - ファゴット (4th)
- ユハニ・アールトネン (Juhani Aaltonen) - フルート (4th)
- セッポ・パーックナイネン (Seppo Paakkunainen) - フルート (4th)
- エリック・ダンホルム (Erik Dannholm) - フルート (4th)
- ペンッティ・ラハティ (Pentti Lahti) - フルート (4th)
- カイ・ヴェイステラ (Kai Veisterä) - フルート (4th)
- タイスト・ウェスリン (Taisto Wesslin) - アコースティック・ギター (4th)
- エサ・コティレイネン (Esa Kotilainen) - キーボード (5th、ライブ)
後に正式メンバーとして加入した。
- ヘイッキ・"ヘッス"・"ペドロ"・ヒエタネン (Heikki "Hessu" "Pedro" Hietanen) - キーボード (7th)、アコーディオン(8th)
元正式メンバー。後に正式メンバーとして復帰。
- ユッカ・グスタフソン (Jukka Gustavson) - オルガン (7th、1977年11月のライブ)
元正式メンバー。後に正式メンバーとして復帰。
- ヘイッキ・シルヴェンノイネン (Heikki Silvennoinen) - ギター (1977年11月のライブ)
- ヘイッキ・ケスキネン (Heikki Keskinen) - サクソフォーン (8th)
- ミッコ＝ヴィレ・ローラヤン＝ミッコラ (Mikko-Ville Luolajan-Mikkola) - ヴァイオリン (8th)
- マイケル・モンロー (Michael Monroe) - ハーモニカ、テナー・サクソフォーン (10th)
- オリ・カリ (Olli Kari) - マリンバ (10th)
- アリ・ピトカネン (Ari Pitkänen) - チューバ (10th)

## ディスコグラフィ

### スタジオ・アルバム
- 『ハード・アンド・ホーニー』 - Hard N'Horny (1969年)
- 『トゥームストーン・ヴァレンタイン』 - Tombstone Valentine (1970年)
- 『フェアリーポート』 - Fairyport (1971年)
- 『ビーイング』 - Being (1974年)
- 『ニュークリア・ナイトクラブ』 - Nuclear Nightclub (1975年)
- 『ラッキー・ゴールデン』 - The Lucky Golden Stripes And Starpose (1976年)
- Dark Album (1977年)
- Light Ages (1993年)
- Titans Wheel (2002年)
- Some Several Moons (2005年)
- Pop-Liisa 3 (2016年)

### ライブ・アルバム
- 『ライヴ・ミュージック・フロム・ザ・トワイライト・ゾーン』 - Live Music From The Twilight Zone (1975年)
- Wigwam Plays Wigwam - Live (2001年)

### コンピレーション
- Fresh Garbage - Rarities 1969-1977 (2000年)

アルバム未収録のシングル曲、ライブ音源をまとめた作品。

### シングル
- "Must Be The Devil" / "Greasy Kids' Stuff" (1969年)
- "Luulosairas" / "Henry's Highway Code" (1970年)
- "Pedagogi" / "Häätö" (1970年)
- "Freddie Are You Ready" / "Kite" (1975年)
- "Tramdriver" / "Wardance" (1975年)
- "Borders To Be Crossed" / "Planetstar" (1993年)
- "Heaven In A Modern World (radio edit)" / "Heaven In A Modern World (album version)" (2002年)
- "Drive On Driver" / "The Lost Lizard King (Ababacab)" (2002年)

### オムニバス
- Anna Mulle Lovee (1994年) ※「Pedagogi」「Finlandia/Losing Hold (Live)」「Tramdriver」で参加
- Jee Jee Jee: Suomi-Rockin Arkistoaarteita (1998年) ※「Up On Cripple Creek (Live)」で参加

### その他
- Jim Pembroke : Wicked Ivory (1972年) ※Hot Thumbs O'Riley名義

オスターベルグ、ハルデン、ポーヨラ、グランドストロエム、グスタフソン参加。
- Jim Pembroke : Pigworm (1974年)

第5期メンバーと演奏している。
- Jim Pembroke : Corporal Cauliflowers Mental Function (1977年)

オスターベルグ、レチャード、ヒータネン参加。
- Jim Pembroke : Flat Broke (1980年) ※Jim Pembroke Band名義

オスターベルグ、ハルデン参加。
- Jim Pembroke : Party Upstairs (1981年)

ハルデン、ヒータネン参加。
- Maarit Hurmerinta : Maarit (1973年)

オスターベルグ、ポーヨラ、グスタフソン参加。ペンブロークが作曲とアレンジ、グランドストロエムがアレンジで参加。